# Cerkev sv. Pankracija, Slovenj Gradec
Cerkev sv. Pankracija nad Starim trgom pri Slovenj Gradcu, župnijska cerkev župnije Stari trg pri Slovenj Gradcu.
Cerkev sv. Pankracija obsega samostoječi zvonik, ladjo iz druge četrtine 13. stoletja, prezbiterij in zakristijo iz časa baroka (okrog leta 1700) in svete stopnice iz sredine 18. stoletja kot zaključek križevega pota, ki se začenja pri cerkvi sv. Radegunde v Starem trgu. Cerkev odlikuje centralno zasnovana ladja dvoranskega tipa z mogočnim stebrom v sredini, ki je bila morda nekoč grajska kapela, in ki z odličnostjo zasnove in izvedbe daleč presega in prehiteva arhitekture tedanjega časa na našem ozemlju.

## Zgodovinsko ozadje
Domačini imenujejo cerkev sv. Pankracija Grad in vzpetino (527 m), na kateri se za kakih 100 m dviga nad ravnico, Grajski hrib. Ta je bil obljuden že v starejši železni dobi, na kar kažejo predkeltske najdbe. V mlajši kameni dobi je bilo tu gradišče. V rimskem času se je življenje odvijalo ob vznožju griča. Ob rimski cesti Celeia-Virunum je bila poštna postaja Colatio, trška naselbina ob njej pa se je po ustanovitvi novega trga na lokaciji današnjega Slovenj Gradca začela imenovati Stari trg.
V listinah starega veka je bilo na tem območju leta 1091 izpričano utrjeno selišče z imenom Grez (Grad), ki je dalo ime celoti dolini, Greztal. Natančnejša lokacija gradu pa iz listin ni razvidna, čeprav lahko s precejšnjo gotovostjo sklepamo, da je bil na vrhu Grajskega hriba, če pripišemo spodnji del zvonika sedanje cerkve ostanku nekdanjega grajskega obrambnega stolpa.
Štajerski zgodovinopisec Muchar omenja cerkev na tem območju leta 1090 kot St. Pankratz in Graz. Leta 1106 se omenja fara s tem imenom, pri čemer smemo po mnenju F. Kosa misliti na faro sv. Pankracija v Starem trgu oz. na hribu nad njim. Leta 1174 se, ob urejanju spora o fevdni pravici med opatom samostana Belinja pri Ogleju in savinjskim diakonom Bertoldom, omenja ecclesia sancti Pancratii de Graz.
Od leta 1146 so bili zemljiški gospodje v Mislinjski dolini grofje Andeški. Leta 1180 so dobili naslov vojvode Meranski in tako postali podrejeni neposredno državi oz. cesarju. Njihova slovenjgraška posest je bila tedaj izvzeta iz vojvodine Koroške in se je oblikovala v samostojno pokrajino. Leta 1218 je bil sin meranskega vojvode, Bertold (†1251), izvoljen za oglejskega patriarha. Po smrti svojega starejšega brata Henrika (†1228), ki je umrl brez potomcev, je postal edini lastnik slovenjgraških posesti in tako je imela v obdobju, ki nas v zvezi s cerkvijo sv. Pankracija najbolj zanima, Mislinjska dolina svetnega in cerkvenega gospoda v eni osebi.

### Vizitacijska poročila
Prve zgodovinske listine, ki se zanesljivo nanašajo na današnjo zgradbo, so poročila o vizitacijah. V zapisniku vizitacije ljubljanskega škofa Tomaža Hrena z dne 31. julija 1600 piše, da je cerkev na Pankracijevem hribu sredi obzidja starega gradu zelo lepo postavljena, kvadratične oblike, brez prezbiterija, njene oboke opira marmornat steber sredi cerkve. Poročilo o vizitaciji leta 1652 navaja mere stavbe in pove, da ima stavba na vzhodni strani dvoje velikih pokončnih oken, na južni strani pa dve veliki okrogli okni in poleg glavnega vhoda od zahodne strani še ena vrata obrnjena proti jugu; da se je zvonik v samostojno stoječem starem stolpu prav tistega leta porušil skoraj do tal. Vizitacijski zapisnik iz leta 1669 pove, da je zvonik ponovno pozidan. Cerkev, kakršno opisujejo vizitacijska poročila, vidimo tudi na Vischerjevem bakrorezu Slovenj Gradca iz leta 1681: na kar prestrmem hribu nad mestom stoji za obzidjem ob prosto stoječem zvoniku kockasta cerkev, pokrita s strmo piramidasto streho in z dvema pokončnima oknoma proti vzhodu. Vizitacije in slika opisujejo torej ladjo današnje cerkve, še brez kasneje dodanega prezbiterija.

## Zgradba cerkve
Današnjo cerkev sv. Pankracija sestavljajo: samostojno stoječ zvonik, cerkvena zgradba s centralno zasnovano ladjo, prezbiterijem in zakristijo. Na južni strani so cerkvi prizidane svete stopnice kot zaključek križevega pota, ki se začenja pri cerkvi sv. Radegunde v Starem trgu.

### Zvonik, nekdanji grajski stolp
Zvonik (z zunanjimi merami tlorisa 9,5 x 9,5 m) ima v spodnjem delu (do približno 7 m nad današnjimi tlemi) več kot 3 m debele stene. Prvotno spodaj sploh ni imel vhoda; današnji vhod v pritličju južne stene je sekundaren in izvira iz časa prezidave stolpa v zvonik. Po mnenju Ivana Stoparja je spodnji del stolpa ostanek nekdanjega bergfrida, po mnenju Marijana Zadnikarja pa je bil morda stolp hkrati tudi stanovanjski objekt. Potem ko se je njegov zgornji del leta 1652 podrl, so ga do leta 1669 ponovno sezidali v obliki zvonika.
Zelo verjetno je, da stolp, tudi če je bil bivalen, ni bil edini grajski objekt. Tudi meter in pol debele stene obstoječe cerkvene ladje kažejo v spodnjem delu kako stoletje in pol večjo starost od njenega oboka. Morda so bili sprva tam grajski bivalni prostori. Pa tudi potem, ko so bili preurejeni v kapelo oz. cerkev, je možno, da je stanovanjsko vlogo prevzel novi, duhu časa ustreznejši palacij, katerega lokacijo Ivan Stopar domneva vzhodno od današnje cerkve. Misel na takšen razvoj vzpodbuja odkritje zazidanega, sekundarno obokanega vhoda v cerkev skozi severno steno na višini prvega nadstropja, ki ima na notranji strani ladje kamnit portal s šilastim obokom, na zunanji pa kamnit portal s polkrožnim obokom. A odgovor na vse te domneve bi lahko dale le arheološke raziskave. Zvonik ima tri zvonove, ki pa ne zvonijo, saj je pogon pokvarjen.

### Nenavadna cerkvena ladja
Cerkvena ladja ima obliko velike kocke z zunanjimi merami 14,8 x 14,8 m in skoraj prav tolikšno višino; pokrita je z visoko skrilasto streho. Njena zunanjščina je nerazčlenjena, brez podzidka in brez podstrešnega venca. Vogali stavbe so v spodnjem delu (do približno 7 m) pozidani iz obdelanih kosov debelozrnatega marmorja, više zgoraj pa se zidava nadaljuje s klesanci iz peščenjaka Ladja ima na južni strani dve veliki okrogli okni. Glavnemu vhodu v cerkev na zahodni strani, ki so ga v času baroka predelali, so ob restavraciji leta 1959 vrnili prvotno podobo. Portal ima še značilnosti romanike (pravokotno vrezano ostenje), pa tudi elemente prihajajočega gotskega sloga (brstični kapiteli, rahlo zlomljen vrh portala). V timpanonu so še vidni ostanki sočasne figuralne poslikave, na ravni prekladi pa je vklesan uokvirjen napis ECCLIA. SCI.PANGRATII.
Notranjost ladje z dimenzijami skoraj pravilne kocke (11,8 x 11,8 x največja višina 10,8 m), je zgoraj zaključena s štirimi enako visokimi križnimi oboki, ki jih na sredini podpira mogočen steber. Zasnova je za srednjeveško cerkev nenavadna, prej bi jo pripisali grajski kapeli, ki ima poleg cerkvenih bogoslužnih tudi posvetne funkcije. Steber je sestavljen iz baze s kvadratičnim podstavkom, iz valjastega trupa in iz kapitela. Vsak od teh delov je iz enega samega kosa marmorja. Baza in kapitel sta nedvomno srednjeveška, trup pa je iz rimskega časa. Baza je oblikovana tako, kot da se je pod težo bremena razlezla čez rob kvadratičnega podstavka in jo morajo od spodaj podpirati jezičaste konzolice, kar je zadnja faza v razvoju romanskega preoblikovanja antičnih baz. Srednji, 5 m visoki del stebra se proti vrhu enakomerno oži. Kapitel (v baročnem času je bil zamaskiran z baročnim štukom) ima čašasto obliko, na njem pa leži osmerokotna krovna plošča, na katero se steka osem reber obočne konstrukcije.
Nosilna rebra, s profilom žlebasto posnetega pravokotnika in izklesana iz sivo zelenega peščenjaka, učinkujejo sloko. Križajo se v sklepnikih, ki so poudarjeni z gladkimi okroglimi ploščami razen enega, okrašenega z dvojnimi brstičnimi listi (kar je spet opora pri dataciji oboka). Na stenah se križni in stenski loki opirajo na marmornate konzole.
Tako pregledno in enotno zasnovano prostornino osvetljujeta dve okrogli okni v južni steni, do baroka pa sta jo še dve veliki pokončni okni v vzhodni steni, zaključeni z rahlo zlomljenim lokom.
Čas nastanka tega umirjenega dvoranskega prostora, ki še ne sili po gotsko navzgor, najbolje določa vrsta podrobnosti, ki so slogovno in v širšem prostoru tudi časovno pobliže določljive. Gre za obliko in kamnoseške detajle glavnega portala, za bazo in kapitel osrednjega stebra ter za posameznosti obočnega sestava in obliko oken. Vse to kaže, da je treba zgradbo uvrstiti v čas odhajajoče romanike in prihajajoče gotike, v čas proti sredini 13. stoletja .
Pod dekorativno poslikavo oboka iz 17. stoletja so našli ostanke poslikave, ki bi utegnila biti še iz časa nastanka tega izrednega spomenika.
Odprto ostaja vprašanje, na čigavo pobudo in v čigavi organizaciji je stavba nastala. Vemo, da je v času, v katerega je cerkev uvrščena, na slovenjgraškem ozemlju vladal oglejski patriarh Bertold, zelo razgledan in cenjen mož, ki je imel sorodstvene zveze po vsej Evropi. Vemo tudi, da se je po smrti brata Henrika veliko zadrževal v Slovenj Gradcu in tamkajšnjo cerkev posvetil svetnici svoje nečakinje Elizabete. Njegov brat, bamberški škof Ekbert, je ravno tedaj v Bambergu gradil stolnico. Tako skoraj ne more biti drugače, kot da je bila cerkev sv. Pankracija zgrajena na Bertoldovo pobudo in ob pomoči bavarskih mojstrov.

### Prezbiterij in drugi baročni dodatki
Okrog leta 1700 so v vzhodni steni takratne cerkve prebili slavoločno odprtino in ladji prizidali tristrano zaključeni prezbiterij; vanj so postavili kvaliteten baročni oltar sv. Pankracija. Ob zahodni steni ladje so sezidali pevski kor.
Sredi 18. stoletja so ob severni ladijski steni postavili stranski oltar sv. Janeza Nepomuka in nasproti njemu oltar sv. Alojzija, ki je okvirnega tipa; oltarne slike je v sedemdesetih letih za vse tri oltarje naslikal slovenjgraški slikar Janez Andrej Strauss (1721-1783). Pod pevskim korom je kamnit renesančni nagrobnik starotrškega župnika Andreja Tavčarja, ki je umrl leta 1638.
Sredi 18. stoletja so (kot zaključek križevega pota) cerkvi na južni strani in nad zakristijo dogradili svete stopnice v pokritem, obokanem hodniku, ki se na vrhu končuje z ovalno kupolo. Vhod v hodnik krasi bogat baročni portal. Freske na stenah med renesančno oblikovanimi okni hodnika (na levi strani so okna narisana) prikazujejo prizore iz pasijona. Na oboku hodnika je na iluzionistični način upodobljena Oljska gora s križem, v kupoli pa alegorija vere. Freske je okoli leta 1770 naslikal slovenski baročni slikar Jožef Anton Lerchinger.
V novejšem času je bilo na južni strani cerkve obnovljeno grajsko obzidje.